# Просветина награда за књижевност
Просветина награда за књижевност била је годишња награда ИП „Просвета” свом аутору за најбољу књигу објављену у току године. Додељивана је од 1994. до 2001.

## О Награди
Награда је установљена 1994. године, поводом пола века постојања ИП „Просвета”. Додељивана је 17. децембра, на Дан оснивања. Награда се састојала од Дипломе, новчаног износа и обавезе ИП „Просвета” да штампа поновљено издање награђене књиге. За Награду су конкурисала дела из свих области: проза, поезија, есеј, научна литература, речничка и лексикографска литература. Награда је последњи пут додељена 2001. године.

## Лауреати

### Награда за прозу
- 1994 — Милорад Павић, за роман Последња љубав у Цариграду.
- 1994 — Вида Огњеновић, за књигу приповедака Отровно млеко маслачка.
- 1995 — Филип Давид, за роман Ходочасници неба и земље.
- 1996 — Горан Петровић, за књигу кратке прозе Острво и околне приче.
- 1997 — Мирослав Савићевић, за роман Висораван.
- 1998 — Добрило Ненадић, за роман Деспот и жртва.
- 1998 — Живојин Павловић, за причу „Бекство” (постхумно).
- 1999 — Славко Лебедински, за роман Јервејска перика.
- 2000 — Миро Вуксановић, за роман Семољ гора.
- 2001 — Милентије Ђорђевић, за роман Свети ратници.

### Награда за поезију
- 1994 — није додељена
- 1995 — Драган Јовановић Данилов, за књигу поезије Европа под снегом.
- 1996 — Милосав Тешић, за књигу поезије Прелест севера, круг рачански, Дунавом.
- 1997 — Горан Станковић, за књигу поезије Terra incognita.
- 1998 — Милан Орлић, за књигу поезије Бруј миленијума.
- 1999 — Братислав Р. Милановић, за књигу поезије Врата у пољу.
- 2000 — Дејан Алексић, за књигу поезије Свагдашњи час.
- 2001 — Матија Бећковић, за збирку поезије Најлепше песме.

### Остале награде
- 1994 — Радован Самарџић, за научну монографију Писци српске историје.
- 1995 — није додељена
- 1996 — Павле Угринов, за књигу мемоара Егзистенција.
- 1997 — Ненад Шапоња, за књигу есеја Бедекер сумње.
- 1998 — Драгиша Живковић, за научну монографију Европски оквири српске књижевности.
- 1999 — Богомир Ђукић, за студију Хеленска естетика.
- 1999 — Павле Зорић, за антологију Српско религиозно песништво двадесетог века.
- 2000 — Вук Крњевић, за књигу есеја Исидорине опомене.
- 2001 — Дејан Медаковић, за књигу Изабране српске теме: књига друга.